# Vasco Sousa
Vasco José Cardoso Sousa (Penafiel, 3 aprile 2003) è un calciatore portoghese, centrocampista del Porto.

## Caratteristiche tecniche
Di ruolo trequartista, può essere impiegato anche come mezzala.

## Carriera

### Club
Ha iniziato a giocare a calcio nei settori giovanili di Paços Ferreira e Vitória Guimarães per poi passare al Porto nel 2020. L'anno successivo è stato assegnato alla squadra B con cui ha debuttato a livello professionistico il 7 agosto nell'incontro di Segunda Liga pareggiato 2-2 contro il Trofense proprio grazie ad un suo gol allo scadere.
Divenuto titolare nel centrocampo della squadra B, ha debuttato in prima squadra il 5 febbraio 2023 nell'incontro di Primeira Liga vinto 2-0 contro il Vizela ed il 23 maggio seguente ha prolungato il contratto con i Dragões. Il 25 luglio dell'anno successivo ha ulteriormente prolungato il contratto fino al 2027 ed è stato promosso in prima squadra.

### Nazionale
Ha giocato nelle nazionali giovanili portoghesi Under-15, Under-16, Under-17 ed Under-19.
Nel 2023 ha partecipato con il Portogallo Under-21 al campionato europeo di categoria.

## Statistiche

### Presenze e reti nei club
Statistiche aggiornate al 30 agosto 2024.’’
| Stagione        | Squadra         | Campionato      | Campionato | Campionato | Coppe nazionali | Coppe nazionali | Coppe nazionali | Coppe continentali | Coppe continentali | Coppe continentali | Altre coppe | Altre coppe | Altre coppe | Totale | Totale |
| Stagione        | Squadra         | Comp            | Pres       | Reti       | Comp            | Pres            | Reti            | Comp               | Pres               | Reti               | Comp        | Pres        | Reti        | Pres   | Reti   |
| --------------- | --------------- | --------------- | ---------- | ---------- | --------------- | --------------- | --------------- | ------------------ | ------------------ | ------------------ | ----------- | ----------- | ----------- | ------ | ------ |
| 2021-2022       | Porto B         | LdH             | 27         | 1          |                 | -               | -               |                    | -                  | -                  |             | -           | -           | 27     | 1      |
| 2022-2023       | Porto B         | LdH             | 30         | 1          |                 | -               | -               |                    | -                  | -                  |             | -           | -           | 30     | 1      |
| 2023-2024       | Porto B         | LdH             | 30         | 3          |                 | -               | -               |                    | -                  | -                  |             | -           | -           | 30     | 3      |
| 2022-2023       | Porto           | PL              | 1          | 0          | CP+CdL          | 0               | 0               | UCL                | 0                  | 0                  |             | -           | -           | 1      | 0      |
| 2024-2025       | Porto           | PL              | 3          | 0          | CP+CdL          | 0               | 0               | UCL                | 0                  | 0                  | SP          | 1           | 0           | 4      | 0      |
| Totale carriera | Totale carriera | Totale carriera | 91         | 5          |                 | 0               | 0               |                    | -                  | -                  |             | 1           | 0           | 92     | 5      |

## Palmarès

### Club

#### Competizioni nazionali
- Supercoppa di Portogallo: 1

Porto: 2024